# فرودگاه صحرایی بوومن
فرودگاه صحرایی بوومن  (به انگلیسی: Bowman Field (airport)) یک فرودگاه همگانی با کد یاتا LOU است که یک باند فرود آسفالت دارد و طول باند آن ۱۳۲۸ متر است. این فرودگاه در شهر لویی‌ویل کشور ایالات متحده آمریکا قرار دارد و در ارتفاع ۱۶۶ متری از سطح دریا واقع شده‌است.